# Escallonia myrtilloides
Escallonia myrtilloides ist eine Pflanzenart der Gattung Escallonia in der Familie Escalloniaceae. Sie ist in den Anden heimisch.

## Beschreibung
Escallonia myrtilloides wächst als Strauch, der drei bis sieben Meter Wuchshöhe erreicht. Seine Zweige sind lang und geradegestreckt. Sie tragen kurze, dicht wechselständig belaubte, blütentragende Seitenzweige. Die etwa 9–12 mm langen und etwa 5 mm breiten, dunkel glänzenden, drüsigen Laubblätter sind keilförmig verkehrt eiförmig und leicht gezähnt.

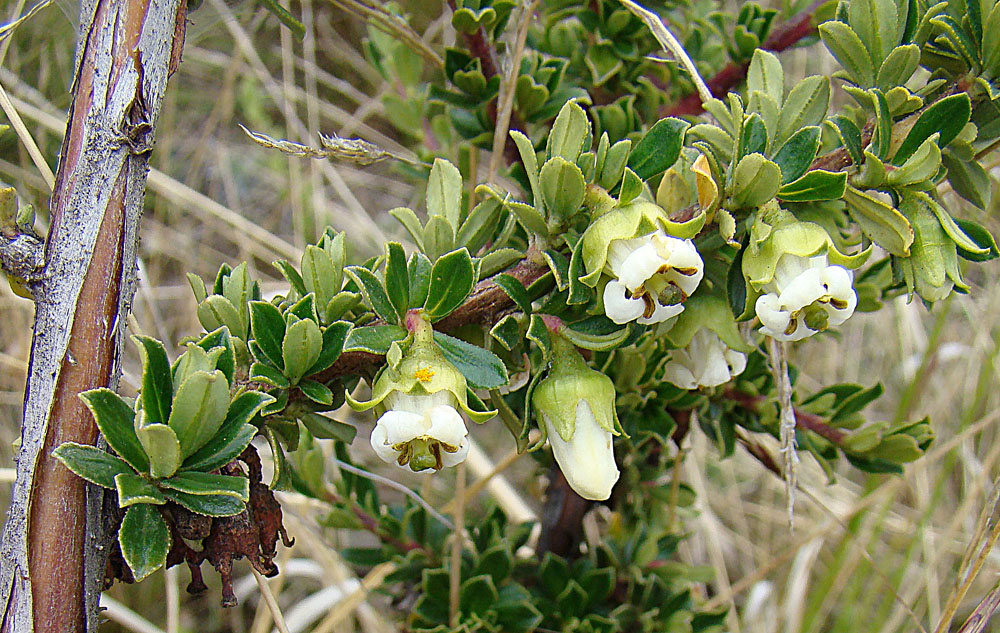
Escallonia myrtilloides

Die zwittrigen, radiärsymmetrisch fünfzähligen, bis zu 1,5 cm langen, mehr oder weniger nickenden Blüten stehen einzeln. Der glatte oder leicht drüsige, verwachsene Kelch trägt fünf etwa 3 mm lange Zähne und ist beständig. Die fünf grünen bis grünlich-weißen, spatelförmig verkehrt eiförmigen, etwa 6 mm langen Kronblätter sind hinfällig. Der Griffel überragt den Kelch bei der Fruchtreife um etwa 5 mm und hat mit der großen Narbe eine nagelartige Form. Die Blütezeit ist im Juni und Juli. Die Früchte sind zweikammerige Kapseln.

## Trivialnamen
Auf Quechua heißt diese Art t'asta (bei Ruiz und Pavón tassta), monte chachakuma, hispanisiert monte chachacoma oder auch einfach chachakuma bzw. hispanisiert chachacoma, was auch die Quechua-Bezeichnung für Escallonia resinosa ist.

## Verbreitung
Escallonia myrtilloides wächst in den Anden von Venezuela bis Bolivien. In Peru wächst es in Höhenlagen von 3500 bis 3900 Metern.
T'asta bildete einen wichtigen Bestandteil der natürlichen Vegetation der Anden, doch ist sein Bestand durch Nutzung für Feuerholz, Bauholz und Überweidung zurückgegangen.

## Verwendung
Escallonia myrtilloides besitzt sehr hartes Holz, aus dem traditionell Werkzeuge hergestellt werden. Aus den biegsamen, langgestreckten Sprossachsen werden Körbe geflochten. Außerdem wird die Pflanze als Brennholzlieferant genutzt.

## Systematik
Die Erstbeschreibung von Escallonia myrtilloides, der Typusart der durch den Botaniker José Celestino Mutis gleichzeitig beschriebenen Gattung Escallonia wurde von Carl Linné dem Jüngeren 1781 veröffentlicht. Hipólito Ruiz López und José Antonio Pavón y Jiménez beschrieben 1798 dieselbe Art unter dem Synonym Stereoxylon patens (als Typusart einer Gattung Stereoxylon), wiesen dabei jedoch auf die Synonymie mit Escallonia myrtilloides hin. Die an gleicher Stelle beschriebenen Stereoxylon-Arten wurden von Christiaan Hendrik Persoon 1805 zur Gattung Escallonia gestellt.